# Georgij Nikolaevič di Leuchtenberg
Georgij Nikolaevič di Leuchtenberg, (in russo: Георгий Николаевич Лейхтенбергский) (Roma, 28 novembre 1872 – Seeon-Seebruck, 9 agosto 1929), è stato un nobile e ufficiale russo.

## Biografia
Georgij era il figlio del principe Nikolaj Maksimilianovič di Leuchtenberg, e di sua moglie morganatica, Nadežda Sergeevna Annenkova, contessa dI Beauharnais, titolo concessogli dallo zar Alessandro II nel 1878.
Da parte di padre, Georgij era un discendente di Massimiliano di Leuchtenberg e della granduchessa Marija Nikolaevna Romanova.

### Una complicata situazione familiare
Nati diversi anni prima del matrimonio ufficiale dei loro genitori, celebrato solo nel 1878, il principe Georgij e suo fratello maggiore Nikolaj, furono considerati come figli illegittimi dal loro prozio, lo zar Alessandro II di Russia, e solo dopo la morte di quest'ultimo che il loro status cambiò. L'11 novembre 1890 lo zar Alessandro III gli conferì il titolo russo di Duca di Leuchtenberg con il trattamento di Altezza, pur confermando la loro esclusione dalla famiglia imperiale. Anche se discendenti di Eugenio di Beauharnais, Georgij e suo fratello erano quindi, nell'ordine del protocollo, molto indietro rispetto agli altri membri della casa di Leuchtenberg, che facevano parte della famiglia imperiale.
Nato in Italia, Georgij è cresciuto in esilio al Castello di Stein, in Baviera. Cresciuto in un ambiente cosmopolita, però, riceve un'educazione profondamente russa e considerando l'impero zarista come la sua vera patria.

## Matrimonio
Dopo le successive morti dei suoi genitori, Georgij scelse di vivere in Russia con il fratello maggiore. Ben ricevuti dall'alta società, i due fratelli entrarono nell'esercito imperiale e Georgij divenne capitano nel reggimento della guardia a cavallo. Il principe è anche eletto presidente della Società storica di San Pietroburgo.

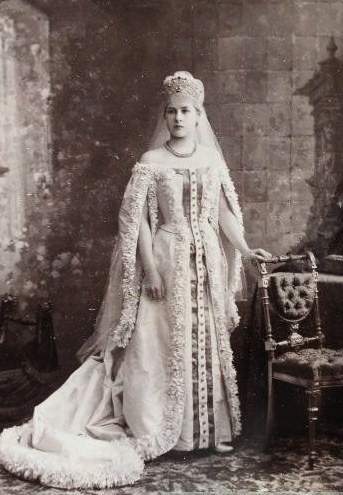
La principessa Ol'ga Nikolaevna Repnina.

Sposò, il 23 gennaio 1895, la principessa Ol'ga Nikolaevna Repnina (1872-1953), figlia del principe Nikolaj Vasil'evič Repnin. Ebbero sei figli:
- Elena Georg'evna di Leuchtenberg (1896-1977), sposò il compositore Arkadj Ougričič-Trebinskij;
- Dmitrij Georg'evič di Leuchtenberg (1898-1972);
- Natalija Georg'evna Leuchtenberg (1900-1995), sposò il barone Vladimir Fyodorovich Meller-Zakomelsky;
- Tamara Georg'evna di Leuchtenberg (1900-1995), sposò Konstantin Georg'evič Karanfilov;
- Andrej Georg'evič di Leuchtenberg (1903-1919);
- Kostantin Georg'evič di Leuchtenberg (1905-1983), sposò la principessa Daria Alekseevna Obolenskaja.

Dopo il suo matrimonio, condusse una vita agiata nella capitale. Soffrendo di problemi alle gambe, Georgij lasciò l'esercito dopo la Rivoluzione russa del 1905. Poi tornò a vivere in Germania. Con la moglie e i figli, si trasferirono in un ex monastero benedettino trasformato in un castello a Seeon, in Baviera. La coppia mantenne stretti legami con la Russia, e ricevettero nella lor residenza molte famiglie dell'alta società: Engelhardt, Musin-Puškin, Jur'evskij o Volkonskij.
Nel suo tempo libero, Georgij si dedicava alla ricerca e scriveva diverse opere storiche sui Beauharnais e sull'Esercito imperiale russo. Dopo la Guerra civile russa, ha anche pubblicato diversi documenti relativi al Movimento bianco.

### Dalla prima guerra mondiale nella guerra civile russa
Dopo lo scoppio della prima guerra mondiale, Georgij e la sua famiglia andarono in Svizzera, dove misero in salvo la loro fortuna. Quindi raggiungono la Russia. Il principe poi ripreso servizio sotto il comando del generale Brusilov.
Dopo lo scoppio della Rivoluzione russa del 1917, Georgij riuscì a fuggire dal suo paese con i suoi due figli più grandi. Sua moglie e gli altri bambini, tuttavia, furono fatti prigionieri. Una volta al sicuro, però, Georgij riesce a far scappare la maggior parte della sua famiglia e tornarono in Germania, il 14 settembre 1920, vivendo grazie ai soldi messi in sicurezza in Svizzera all'inizio del conflitto mondiale.
Amico dell'etmano Pavlo Petrovyč Skoropads'kyj, Georgij riceve un passaporto ucraino, che gli consentì di recuperare il castello di Seeon, sequestrato dall'Impero tedesco durante la guerra. Tuttavia, il principe usò la sua fortuna per sostenere il Movimento bianco e fu costretto a ipotecare il suo castello.

## Morte
Georgij finì i suoi giorni relativamente senza un soldo, e quando suo figlio Kostantin iniziò a studiare ingegneria mineraria presso l'Università di Friburgo è grazie a una borsa di studio, fondata da suo nonno Nikolaj, che poté continuare i suoi studi.
Nel 1927, accoglie a Seeon Franziska Schanzkowski (meglio conosciuta con il nome di Anna Anderson), che finge di essere la granduchessa Anastasija Nikolaevna di Russia.
Morì il 9 agosto 1929 a Seeon. Fu sepolto del cimitero locale.

## Cultura
I ruoli di Georgij e di sua moglie furono interpretati rispettivamente dagli attori Otto Graf e Franziska Kinz nel film Anastasia, l'ultima figlia dello Zar (1956).

## Ascendenza
|                                            |                                |                                    | Genitori                                  |  |  | Nonni |  |  | Bisnonni                  |  |  | Trisnonni                     |  |
|                                            |                                |                                    |                                           |  |  |       |  |  | 8. Eugenio di Beauharnais |  |  | 16. Alessandro di Beauharnais |  |
|                                            |                                |                                    |                                           |  |  |       |  |  | 8. Eugenio di Beauharnais |  |  | 16. Alessandro di Beauharnais |  |
|                                            |                                | 17. Giuseppina di Beauharnais      |                                           |  |  |       |  |  | 8. Eugenio di Beauharnais |  |  |                               |  |
| 4. Massimiliano di Leuchtenberg            |                                |                                    |                                           |  |  |       |  |  | 8. Eugenio di Beauharnais |  |  |                               |  |
|                                            |                                | 9. Augusta di Baviera              | 18. Massimiliano I Giuseppe di Baviera    |  |  |       |  |  |                           |  |  |                               |  |
|                                            |                                | 9. Augusta di Baviera              | 18. Massimiliano I Giuseppe di Baviera    |  |  |       |  |  |                           |  |  |                               |  |
|                                            |                                | 9. Augusta di Baviera              | 19. Augusta Guglielmina d'Assia-Darmstadt |  |  |       |  |  |                           |  |  |                               |  |
| 2. Nikolaj Maksimilianovič di Leuchtenberg |                                | 9. Augusta di Baviera              |                                           |  |  |       |  |  |                           |  |  |                               |  |
|                                            |                                | 10. Nicola I di Russia             | 20. Paolo I di Russia                     |  |  |       |  |  |                           |  |  |                               |  |
|                                            |                                | 10. Nicola I di Russia             | 20. Paolo I di Russia                     |  |  |       |  |  |                           |  |  |                               |  |
|                                            |                                | 10. Nicola I di Russia             | 21. Sofia Dorotea di Württemberg          |  |  |       |  |  |                           |  |  |                               |  |
| 5. Marija Nikolaevna Romanova              |                                | 10. Nicola I di Russia             |                                           |  |  |       |  |  |                           |  |  |                               |  |
|                                            |                                | 11. Carlotta di Prussia            | 22. Federico Guglielmo III di Prussia     |  |  |       |  |  |                           |  |  |                               |  |
|                                            |                                | 11. Carlotta di Prussia            | 22. Federico Guglielmo III di Prussia     |  |  |       |  |  |                           |  |  |                               |  |
|                                            |                                | 11. Carlotta di Prussia            | 23. Luisa di Meclemburgo-Strelitz         |  |  |       |  |  |                           |  |  |                               |  |
| 1. Georgij Nikolaevič di Leuchtenberg      |                                | 11. Carlotta di Prussia            |                                           |  |  |       |  |  |                           |  |  |                               |  |
|                                            | 12. Pyotr Avraamovich Annenkov | 24. Abraham Ivanovic Annenkov      |                                           |  |  |       |  |  |                           |  |  |                               |  |
|                                            | 12. Pyotr Avraamovich Annenkov | 24. Abraham Ivanovic Annenkov      |                                           |  |  |       |  |  |                           |  |  |                               |  |
|                                            | 12. Pyotr Avraamovich Annenkov | 25. Maria Ivanovna Gryazeva        |                                           |  |  |       |  |  |                           |  |  |                               |  |
| 6. Sergei Petrovich Annenkov               | 12. Pyotr Avraamovich Annenkov |                                    |                                           |  |  |       |  |  |                           |  |  |                               |  |
|                                            |                                | 13. Maria Dmitrievna Prozorovskaja | 26. Dmitrij Aleksandrovic Prozorovsky     |  |  |       |  |  |                           |  |  |                               |  |
|                                            |                                | 13. Maria Dmitrievna Prozorovskaja | 26. Dmitrij Aleksandrovic Prozorovsky     |  |  |       |  |  |                           |  |  |                               |  |
|                                            |                                | 13. Maria Dmitrievna Prozorovskaja | 27. Anna Ivanovna Volkonskaja             |  |  |       |  |  |                           |  |  |                               |  |
| 3. Nadežda Sergeevna Annenkova             |                                | 13. Maria Dmitrievna Prozorovskaja |                                           |  |  |       |  |  |                           |  |  |                               |  |
|                                            |                                | 14. Dmitrj Andreevich Shidlovsky   | 28. Andrej Stepanovic Shidlovsky          |  |  |       |  |  |                           |  |  |                               |  |
|                                            |                                | 14. Dmitrj Andreevich Shidlovsky   | 28. Andrej Stepanovic Shidlovsky          |  |  |       |  |  |                           |  |  |                               |  |
|                                            |                                | 14. Dmitrj Andreevich Shidlovsky   | 29. Elizaveta Petrovna Cherevina          |  |  |       |  |  |                           |  |  |                               |  |
| 7. Ekaterina Dmitrievna Shidlovskaya       |                                | 14. Dmitrj Andreevich Shidlovsky   |                                           |  |  |       |  |  |                           |  |  |                               |  |
|                                            |                                | 15. Maria Vasilievna Zemschinina   | 30. Vasily Zemshchinin                    |  |  |       |  |  |                           |  |  |                               |  |
|                                            |                                | 15. Maria Vasilievna Zemschinina   | 30. Vasily Zemshchinin                    |  |  |       |  |  |                           |  |  |                               |  |
|                                            |                                | 15. Maria Vasilievna Zemschinina   | …                                         |  |  |       |  |  |                           |  |  |                               |  |
|                                            |                                | 15. Maria Vasilievna Zemschinina   |                                           |  |  |       |  |  |                           |  |  |                               |  |